# Hobart
Hobart (früher Hobart Town) ist die Hauptstadt des australischen Bundesstaats Tasmanien. Die Stadt mit rund 252.000 Einwohnern (2021) liegt an der Flussmündung des Derwent River, am Fuß des 1271 m hohen Mount Wellington im südlichen Landesteil von Tasmanien. Hobart beherbergt die Universität von Tasmanien und verfügt über einen Hafen und einen internationalen Flughafen. Außerdem ist die Stadt Sitz des römisch-katholischen Erzbistums Hobart sowie der Diözese Tasmanien der anglikanischen Kirche Australiens.

## Geschichte

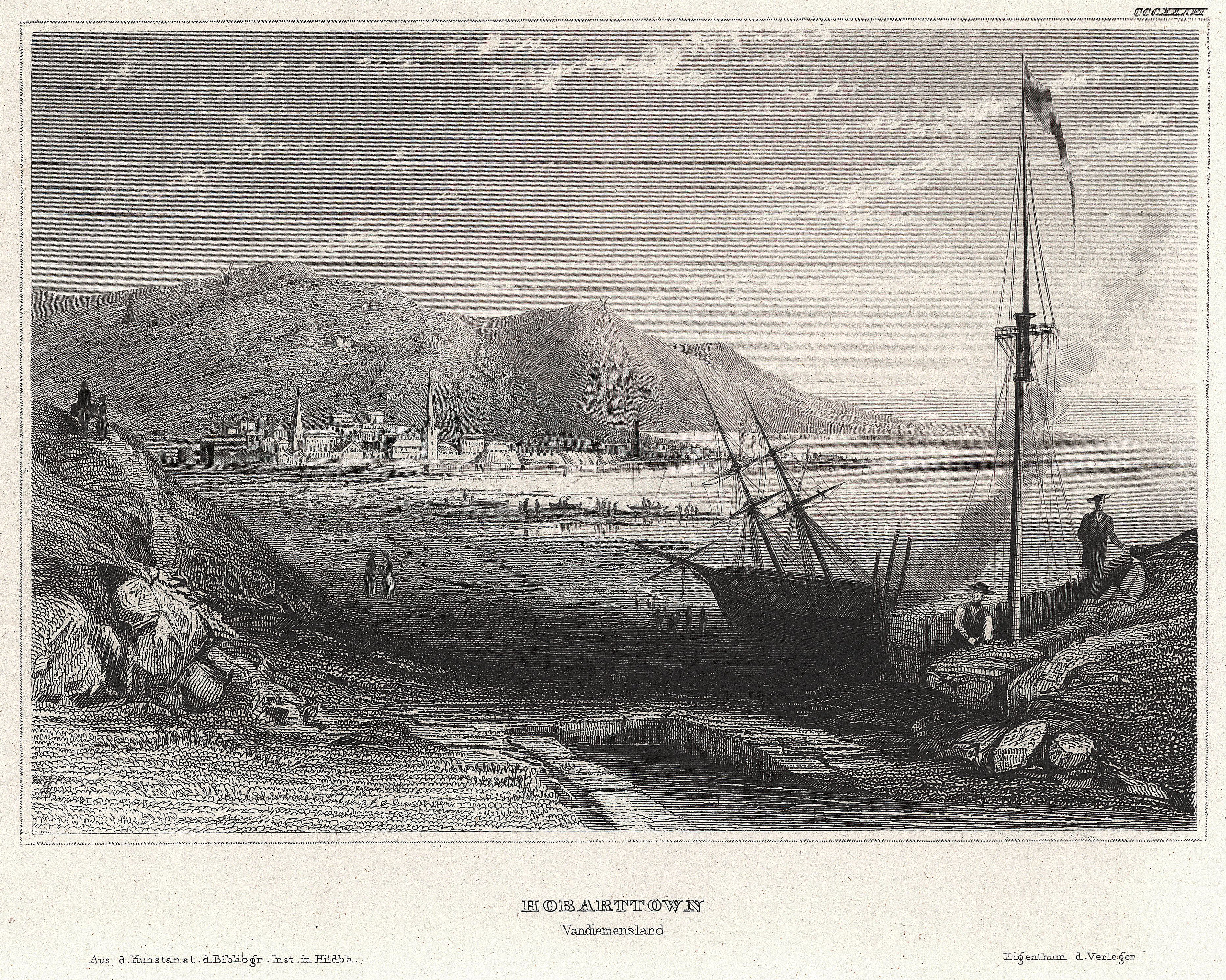
Ansicht von Hobart um 1840

Hobart ist nach Sydney die zweitälteste Stadt Australiens. Die Stadtgeschichte begann 1803 auf dem Gebiet des heutigen Risdon Cove, als  Vizegouverneur David Collins mit ca. 300 Verurteilten, einer Anzahl von Marinesoldaten und ungefähr 30 freien Siedlern eine Sträflingskolonie gründete. Im Jahre 1804 wurde die Siedlung auf die westliche Seite des Derwent River auf das Gebiet des heutigen Sullivans Cove verlegt. Sie wurde nach Robert Hobart, 4. Earl of Buckinghamshire, benannt und hieß anfangs Hobart Town oder auch Hobarton.
Die dort ansässigen Tasmanier wurden getötet oder vertrieben. Walfänger verschleppten Frauen und Mädchen zu sexuellen Zwecken auf ihre Schiffe, eingeschleppte Krankheiten (Grippe, Masern, Pocken) dezimierten die Urbevölkerung zusätzlich, da ihnen eine Immunisierung fehlte.
Charles Darwin besuchte die Stadt 1836 im Rahmen einer Expedition. Damals hatte die Stadt etwa 14.000 Einwohner, ganz Tasmanien etwa 36.000 Einwohner. Ab 1842 konnte sich die Siedlung als Stadt bezeichnen; ihren heutigen verkürzten Namen erhielt sie 1881.
Hobart war unter anderem einer der Austragungsorte beim Cricket World Cup 1992, dem Cricket World Cup 2015 und dem T20 World Cup 2022.

## Klima
|                       | Jan  | Feb  | Mär  | Apr  | Mai  | Jun  | Jul  | Aug  | Sep  | Okt  | Nov  | Dez  |   |       |
| Mittl. Tagesmax. (°C) | 21,5 | 21,6 | 20,1 | 17,3 | 14,4 | 11,9 | 11,6 | 13,0 | 15,0 | 16,9 | 18,5 | 20,2 | ⌀ | 16,8  |
| Mittl. Tagesmin. (°C) | 11,8 | 12,0 | 10,8 | 8,9  | 6,9  | 5,1  | 4,5  | 5,2  | 6,4  | 7,7  | 9,2  | 10,7 | ⌀ | 8,2   |
|                       |      |      |      |      |      |      |      |      |      |      |      |      |   |       |
| Niederschlag (mm)     | 47,8 | 40,5 | 45,5 | 52,2 | 47,1 | 54,3 | 53,2 | 52,6 | 51,5 | 63,0 | 55,0 | 57,4 | Σ | 620,1 |
|                       |      |      |      |      |      |      |      |      |      |      |      |      |   |       |
| Regentage (d)         | 11,0 | 9,5  | 11,3 | 12,3 | 13,4 | 13,9 | 15,0 | 15,3 | 15,1 | 16,3 | 14,3 | 12,9 | Σ | 160,3 |

| 11,8 |

| 12,0 |

| 10,8 |

| 8,9 |

| 6,9 |

| 5,1 |

| 4,5 |

| 5,2 |

| 6,4 |

| 7,7 |

| 9,2 |

| 10,7 |

| 11,8 |

| 12,0 |

| 10,8 |

| 8,9 |

| 6,9 |

| 5,1 |

| 4,5 |

| 5,2 |

| 6,4 |

| 7,7 |

| 9,2 |

| 10,7 |

Bedingt durch seine Lage auf einer Insel und als Stadt mit Seehafen ist Hobart durch Ozeanisches Klima geprägt. Die Temperaturunterschiede zwischen Sommer und Winter sowie zwischen Tag und Nacht sind weniger groß als auf dem australischen Festland.

## Wirtschaft

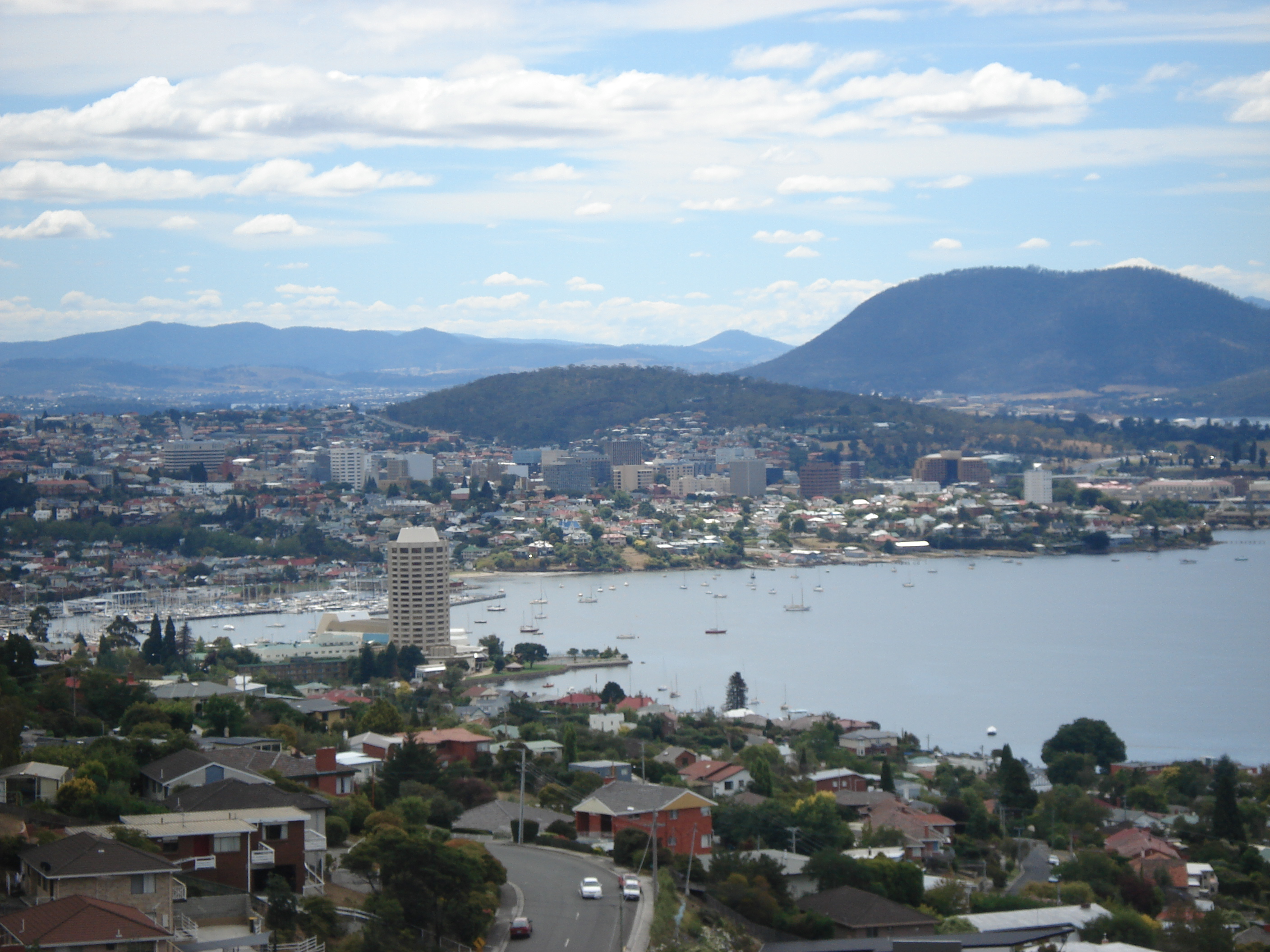
Panoramaaufnahme

Neben Tourismus und dem Seehafen spielen Industriebetriebe etwa zur Katamaranherstellung (z. B. Incat), Holzverarbeitung und Zink-Verhüttung (bei Risdon Cove) eine wirtschaftliche Rolle. Bedeutsam sind auch einige Brauereien und der Weinbau in der Umgebung der Stadt. Hobart ist für Touristen zudem ein häufiger Ausgangspunkt für die Entdeckung der Insel Tasmanien und für Antarktis-Expeditionen.

## Verkehr
Bereits Anfang des 20. Jahrhunderts gab es in Hobart elektrische Straßenbahnen, die den Bahnhof mit den seinerzeitigen Vorstädten New Town, Queensborough, Wellington, Glenorchy, Risdon Cove und Bellerive verbanden. In den letzten Jahren wurde diskutiert, die noch bestehende Infrastruktur der Straßenbahn von Hobart, welche 1960 eingestellt wurde, wieder zu restaurieren und einen modernen Light rail service durch die Stadtteile Hobarts bis nach Glenorchy und weiter nach Bridgewater zu schaffen.
Für den Schiffsverkehr bestehen in Hobart mehrere Hafenanlagen. Der Verkehr innerhalb Tasmaniens wird hauptsächlich auf der Straße abgewickelt. Der Schienenverkehr spielt heute nur noch eine untergeordnete Rolle; eine Eisenbahnlinie transportiert Güter entlang der Westküste Tasmaniens und von Launceston durch die Midlands bis zum Hobarter Hafen.
Den an mehreren Stellen bis zu 1000 Meter breiten Derwent River überspannen zwei Brücken, die Tasman Bridge im Zuge des Tasman Highways, über die auch die Flughäfen erreicht werden, und die zwölf Kilometer nördlich davon gelegene Bowen Bridge im Zuge der Goodwood Road. Daneben gibt es zahlreiche Fährverbindungen über den Fluss.
Hobart besitzt zwei Flughäfen, den Hobart International Airport sowie das im Linienverkehr nicht angeflogene Cambridge Aerodrome. Beide liegen zirka 10–15 Kilometer östlich der Stadt in unmittelbarer Nähe zueinander. Hobart ist zudem ein populärer Anlegepunkt für Kreuzfahrtschiffe.
Im Hafen von Hobart ist die 1988 fertiggestellte Nachbildung der 1799 erbauten Lady Nelson beheimatet, die im Jahr 1800 erstmals in Australien kurz anlegte. Sie ist, anders als die Nachbildung von 1986, die sich in einem Museum in Mount Gambier befindet, seetüchtig und dient unter anderem als Ausflugsschiff.

## Kultur
Weltweit bekannt ist die jährlich am 26. Dezember (Boxing Day) in Sydney gestartete Sydney-Hobart-Regatta. Ein Anziehungspunkt ist der Wochenmarkt am Salamanca Place, einer Reihe von Warenhäusern aus dem 19. Jahrhundert. Neben Universität, Museen, Theater und Spielkasino existiert noch ein sehenswerter botanischer Garten. Im Januar 2011 wurde das Museum of Old and New Art eröffnet, das größte privat finanzierte Museum Australiens, in dem Werke aus der Sammlung von David Walsh ausgestellt werden. Seit einigen Jahren lebt Brian Ritchie, der Bassist der Violent Femmes, in Hobart. In Zusammenarbeit mit dem Museum of Old and New Art kuratiert er das jährliche Musikfestival MONA-FOMA, bei dem bedeutende australische und internationale Künstler auftreten.
Die Synagoge in Hobart, erbaut 1845, ist die älteste Synagoge in Australien.
Im Jahre 2010 war Hobart die Filmkulisse für Arctic Blast – Wenn die Welt gefriert.

## Städtepartnerschaften
Partnerstädte von Hobart sind Yaizu in Japan und L’Aquila in der italienischen Region Abruzzen.

## Persönlichkeiten
- William Buckley (1780–1856), lebte 32 Jahre lang als geflohener Sträfling unter Aborigines, starb – begnadigt – in Hobart
- Sir John Franklin (1786–1847), der britische Seefahrer und Forscher war hier Gouverneur von 1836 bis 1843
- Alexander Pearce (1790–1824), irischer Sträfling, wurde in Hobart aufgrund eines Todesurteils wegen Kannibalismus erhängt
- William Piguenit (1836–1914), Landschaftsmaler
- William Giblin (1840–1887), Politiker
- Henry Dobson (1841–1918), Politiker
- Mary Augusta Ward (1851–1920), britische Schriftstellerin
- Elliott Lewis (1858–1935), Politiker
- Amy Bock (1859–1943), Hochstaplerin und Trickbetrügerin
- William Propsting (1861–1937), Politiker
- Ambrose Carmichael (1866–1953), Politiker
- Louise Mack (1870–1935), Journalistin und Autorin
- Arthur C. Mace (1874–1928), britischer Ägyptologe
- Geoffrey Basil Spicer Simson (1876–1947), britischer Seemann und Afrikaforscher, Hydrograph
- Olive Pink (1884–1975), Illustratorin, Anthropologin und Aktivistin für die Rechte der Aborigines
- Albert Ogilvie (1890–1939), Politiker
- Frank Philip Bowden (1903–1968), Physiker und Chemiker
- Jean Bellette (1908–1991), Malerin
- Errol Flynn (1909–1959), Schauspieler, wurde nach eigenen Angaben hier geboren
- Henry James Hope (1912–1965), Politiker (ALP)
- James Ramsay (1916–1986), Offizier und Politiker
- Ian Pearce (1921–2012), Jazzmusiker
- Don Sharp (1922–2011), britischer Filmregisseur
- Jim Forbes (1923–2019), Politiker
- Bryce Rohde (1923–2016), Jazzpianist
- Bill Neilson (1925–1989), Politiker (ALP)
- Leo Grills (1928–2007), Schauspieler
- David M. Brink (1930–2021), britischer Physiker
- Christopher John Koch (1932–2013), Schriftsteller
- Ronnie Moore (1933–2018), neuseeländisch-britischer Speedwayfahrer
- John Burville Biggs (* 1934), pädagogischer Psychologe und Autor
- Ian McDougall (1935–2018), Geologe
- William John Ellis Cox (* 1936), Jurist und Richter
- Adrian Doyle (* 1936), römisch-katholischer Bischof
- Michael Hodgman (1938–2013), Politiker
- Doug Lowe (* 1942), Politiker (ALP)
- Garry Jones (* 1946), Radrennfahrer
- Geoffrey Dyer (1947–2020), Maler
- Graham Farquhar (* 1947), Pflanzenphysiologe und Biophysiker
- Elizabeth „Liz“ H. Blackburn (* 1948), australisch-US-amerikanische Molekularbiologin
- Robert Grubb (* 1950), Schauspieler
- Gregory Retallack (* 1951), Geologe und Paläontologe (Paläobotaniker)
- Phillip Borsos (1953–1995), kanadischer Regisseur, Schauspieler, Drehbuchautor und Filmproduzent
- Paul Lennon (* 1955), Politiker (ALP)
- Karen Casey (1956–2021), Künstlerin
- Graham McVilly (1958–2002), Radrennfahrer
- Richard Morgan (1958–2006), Schauspieler
- Phillip Aspinall (* 1959), Geistlicher, Primas der Anglican Church of Australia
- Ian Rogers (* 1960), Schachspieler
- Richard Flanagan (* 1961), Schriftsteller, lebt in Hobart
- Carol Louise Brown (* 1963), Politikerin (ALP)
- Mark J. Smyth (* 1963), Immunologe
- Tara Morice (* 1964), Schauspielerin, Sängerin und Tänzerin
- David Bartlett (* 1968), Politiker (ALP)
- Will Hodgman (* 1969), Politiker (Liberal Party of Australia)
- Essie Davis (* 1970), Schauspielerin
- Jaason Simmons (* 1970), Schauspieler
- Susan Andrews (* 1971), Sprinterin und Mittelstreckenläuferin
- Stephen Hawkins (* 1971), Ruderer
- Darren Balmforth (* 1972), Ruderer
- Mary von Dänemark (* 1972), seit 2024 Königin von Dänemark; hier geboren als Mary Donaldson
- Duncan Free (* 1973), Ruderer
- Scott Goodman (* 1973), Schwimmer
- Kylie Risk (* 1973), Langstreckenläuferin
- Mark Turnbull (* 1973), Segler
- Clayton Thomas (* 1976), Jazz- und Improvisationsmusiker
- Dana Faletic (* 1977), Ruderin
- Matthew Wells (* 1978), Hockeyspieler
- Samuel Beltz (* 1980), Ruderer
- Sid Taberlay (* 1980), Mountainbike- und Straßenradrennfahrer
- Kerry Hore (* 1981), Ruderin
- Kate Hornsey (* 1981), Ruderin
- Scott Brennan (* 1983), Ruderer
- Jai Crawford (* 1983), Radrennfahrer
- Cameron Wurf (* 1983), Radrennfahrer
- Aaron Frankcomb (* 1985), Squashspieler
- Hanny Allston (* 1986), Orientierungsläuferin
- Eddie Ockenden (* 1987), Hockeyspieler
- Matthew Wade (* 1987), Cricketspieler
- Hamish Peacock (* 1990), Speerwerfer
- Campbell Flakemore (* 1992), Radrennfahrer
- Jack Duncan (* 1993), Fußballspieler
- Joshua Beltz (* 1995), Hockeyspieler
- Harry Bourchier (* 1996), Tennisspieler
- Jacob Despard (* 1996), Sprinter

## Öffentliche Einrichtungen
- University of Tasmania
- Royal Hobart Hospital